# Lee Tae-ri
Lee Tae-ri, pseudonimo di Lee Min-ho (이민호?, I Min-hoLR, Yi Min-hoMR; Namyangju, 28 giugno 1993), è un attore sudcoreano.

## Biografia
Lee Tae-ri nasce a Namyangju, Corea del Sud, il 28 giugno 1993; il suo vero nome è Lee Min-ho e ha una sorella maggiore. Dopo aver studiato alla Paikyang High School, s'iscrive al dipartimento di teatro della Chung-Ang University.
Inizia a lavorare come attore da bambino, debuttando a cinque anni nella sitcom del 1998 di SBS Sunpung sanbu-ingwi. Una carriera nella recitazione è il sogno dei suoi genitori, infatti suo padre non aveva potuto fare l'attore pur desiderandolo molto. Lee, tuttavia, non è interessato e inizia a giocare a calcio in segno di ribellione. Diventa il capitano della squadra della scuola media e riceve il premio di capocannoniere alla Seoul FC Junior Championship Cup del 2008 per aver segnato 10 gol in una partita. Vuole giocare a calcio a livello professionistico, ma, approdato al liceo, si rende conto di cosa sia veramente la recitazione e decide di dedicarsi ad essa. Nel 2010 entra nel cast del film Gwi, e insieme a Kim Yoo-jung nel drama Gumiho - Yeo-unu-idyeon. Nel 2012 ottiene l'attenzione del pubblico interpretando il giovane Yang-myung in Haereul pum-eun dal, a cui fa seguito il film Howling; entra anche nel cast delle serie Oktapbang wangseja e Daepungsu, e nel film Running Man. Il 13 giugno 2018 annuncia l'adozione dello pseudonimo Lee Tae-ri, che utilizzerà per il resto della carriera al posto del nome di battesimo.

## Filmografia

### Cinema
- Waikiki Brothers (와이키키 브라더스), regia di Yim Soon-rye (2001)
- Show Show Show (쇼쇼쇼), regia di Park Je-hyeon (2003)
- Sikgaek (식객), regia di Jeon Yun-su (2007)
- Gwi (귀), regia di Joachim Yeo, Jo Eun-kyung, Hong Dong-myung e Kim-jho Gwang-soo (2010)
- Howling (하울링), regia di Yoo Ha (2012)
- Running Man (런닝맨), regia di Jo Dong-oh (2013)
- Cheongchunhakdang - Punggimullan bossam yasa (청춘학당: 풍기문란 보쌈 야사), regia di Do Chang-hoon (2014)
- Sigan-i talja (시간이탈자), regia di Kwak Jae-young (2016)

### Televisione
- Sunpung sanbu-in-gwi (순풍 산부인과) – serie TV (1998-2000)
- Yamang-ui jeonseol (야망의 전설) – serie TV (1998)
- Dae-wang-ui gil (대왕의 길) – serie TV (1998)
- Haebaragi (해바라기) – serie TV (1998)
- Mat-eul bo-yeo deurimnida (맛을 보여 드립니다) – serie TV (1999-2000)
- Myeong-seong hwanghu (명성황후) – serie TV (2001)
- Dongmul-won saramdeul (동물원 사람들) – serie TV (2002)
- Jang Hee-bin (장희빈) – serie TV (2002)
- Jang Gil-san (장길산) – serie TV (2004)
- Mabeopjeonsa mireuga-on (마법전사 미르가온) – serie TV (2005)
- Sarangwa yamang (사랑과 야망) – serial TV (2006)
- Bulkkonnor-i (불꽃놀이) – serie TV (2006)
- Geochim-eobs-i high kick! (거침없이 하이킥!) – serie TV (2006-2007)
- Gangnam-eomma ttarajapgi (강남엄마 따라잡기) – serie TV (2007)
- Isu-il jipsa-wa simsun-ae gwonsa (이수일 집사와 심순애 권사) – serie TV (2008)
- Kyung-suk-i Kyung-suk-abeoji (경숙이 경숙아버지) – serie TV (2009)
- Gumiho - Yeo-unu-idyeon (구미호 여우누이뎐) – serie TV (2010)
- Seonggyun-gwan scandal (성균관 스캔들) – serie TV (2010)
- Pokpung-ui yeon-in (폭풍의 연인) – serie TV (2010)
- Gasinamusae (가시나무새) – serie TV (2011)
- Gyebaek (계백) – serie TV (2011)
- Cheonbeon-ui immatchum (천번의 입맞춤) – serie TV (2011)
- Haereul pum-eun dal (해를 품은 달) – serie TV (2012)
- Oktapbang wangseja (옥탑방 왕세자) – serie TV (2012)
- Daepungsu (대풍수) – serie TV (2012-2013)
- Kalgwa kkot (칼과 꽃) – serie TV (2013)
- Chongni-wa na (총리와 나) – serie TV (2013-2014)
- Teleport yeon-in (텔레포트 연인) – webserie (2015)
- Hwajeong (화정) – serie TV (2015)
- Byeong-wonseon (병원선) – serie TV (2017)
- Keopiya, bootakhae (커피야, 부탁해) – serie TV (2018)
- Beauty Inside (뷰티 인사이드) – serie TV (2018)
- Voice 3 (보이스 3) – serie TV (2019)
- Geomsaeg-eoreul imnyeokhaseyo (검색어를 입력하세요) – serie TV (2019)
- Eojjeoda balgyeonhan Haru (어쩌다 발견한 하루?) – serie TV (2019)
- Bulg-eun dansim (붉은 단심?) – serie TV (2022)
- Per amore e per destino (이 연애는 불가항력?, I yeon-aeneun bulgahangnyeokLR) – serie TV (2023)

## Doppiatori italiani
Nelle versioni in italiano dei suoi film, Lee Tae-ri è stato doppiato da:
- Alberto Franco in Bloody Heart

## Riconoscimenti
- SBS Drama Awards 2007
  - Nomination –  Miglior giovane attore per Gangnam-eomma ttarajapgi
- MBC Drama Awards 2012
  - Nomination – Miglior giovane attore per Haereul pum-eun dal